# Konuklu, Şanlıurfa
Konuklu là một thị trấn thuộc thành phố Şanlıurfa, tỉnh Şanlıurfa, Thổ Nhĩ Kỳ. Dân số thời điểm năm 2011 là 3.33 người.